# Battle of the Damned
Battle of the Damned är en amerikansk science fictionfilm från 2013. Filmen är regisserad av Christopher Hatton, med Dolph Lundgren i huvudrollen.